# Со-де-Навай
Со-де-Нава́й (фр. Sault-de-Navailles) — коммуна во Франции, находится в регионе Аквитания. Департамент — Атлантические Пиренеи. Входит в состав кантона Арти-э-Пеи-де-Субестр. Округ коммуны — По.
Код INSEE коммуны — 64510.

## География

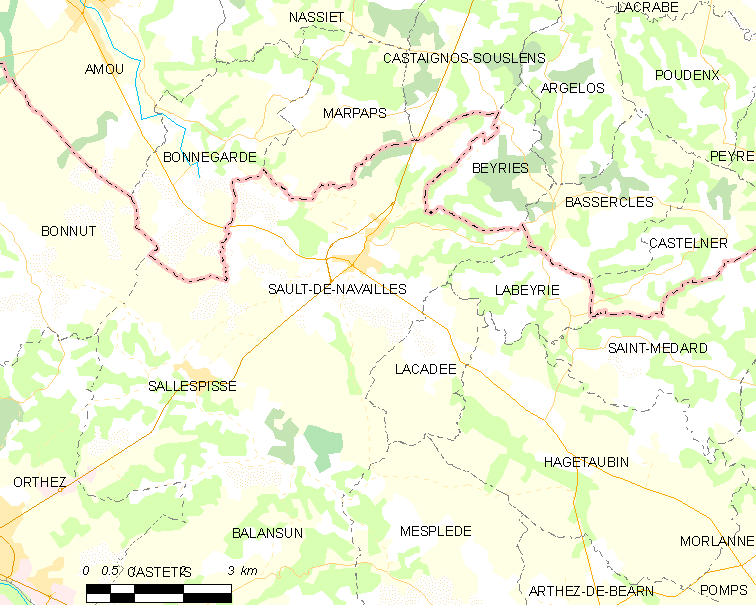
Карта коммуны

Коммуна расположена приблизительно в 640 км к югу от Парижа, в 145 км южнее Бордо, в 38 км к северо-западу от По.
По территории коммуны протекает река Люи-де-Беарн.

### Климат
Климат тёплый океанический. Зима мягкая, средняя температура января — от +5°С до +13°С, температуры ниже −10 °C бывают редко. Снег выпадает около 15 дней в году с ноября по апрель. Максимальная температура летом порядка 20-30 °C, выше 35 °C бывает очень редко. Количество осадков высокое, порядка 1100 мм в год. Характерна безветренная погода, сильные ветры очень редки.

## Население
Население коммуны на 2010 год составляло 830 человек.
| 1962 | 1968 | 1975 | 1982 | 1990 | 1999 | 2010 |
| ---- | ---- | ---- | ---- | ---- | ---- | ---- |
| 757  | 764  | 763  | 778  | 799  | 785  | 830  |

## Администрация
| Период | Период | Фамилия       | Партия | Примечания |
| ------ | ------ | ------------- | ------ | ---------- |
| 1995   | 2008   | Мишель Дюпюи  |        |            |
| 2008   | 2020   | Ален Бушкарей |        |            |

## Экономика
В 2010 году среди 519 человек трудоспособного возраста (15-64 лет) 376 были экономически активными, 143 — неактивными (показатель активности — 72,4 %, в 1999 году было 72,3 %). Из 376 активных жителей работали 349 человек (190 мужчин и 159 женщин), безработных было 27 (10 мужчин и 17 женщин). Среди 143 неактивных 37 человек были учениками или студентами, 69 — пенсионерами, 37 были неактивными по другим причинам.

## Достопримечательности
- Замок Со[фр.] (XI век). Исторический памятник с 1998 года[4]
- Замок Винь (XVII век). Исторический памятник с 1996 года[5]
- Церковь Успения Пресвятой Богородицы (XII век)[6]

## Фотогалерея

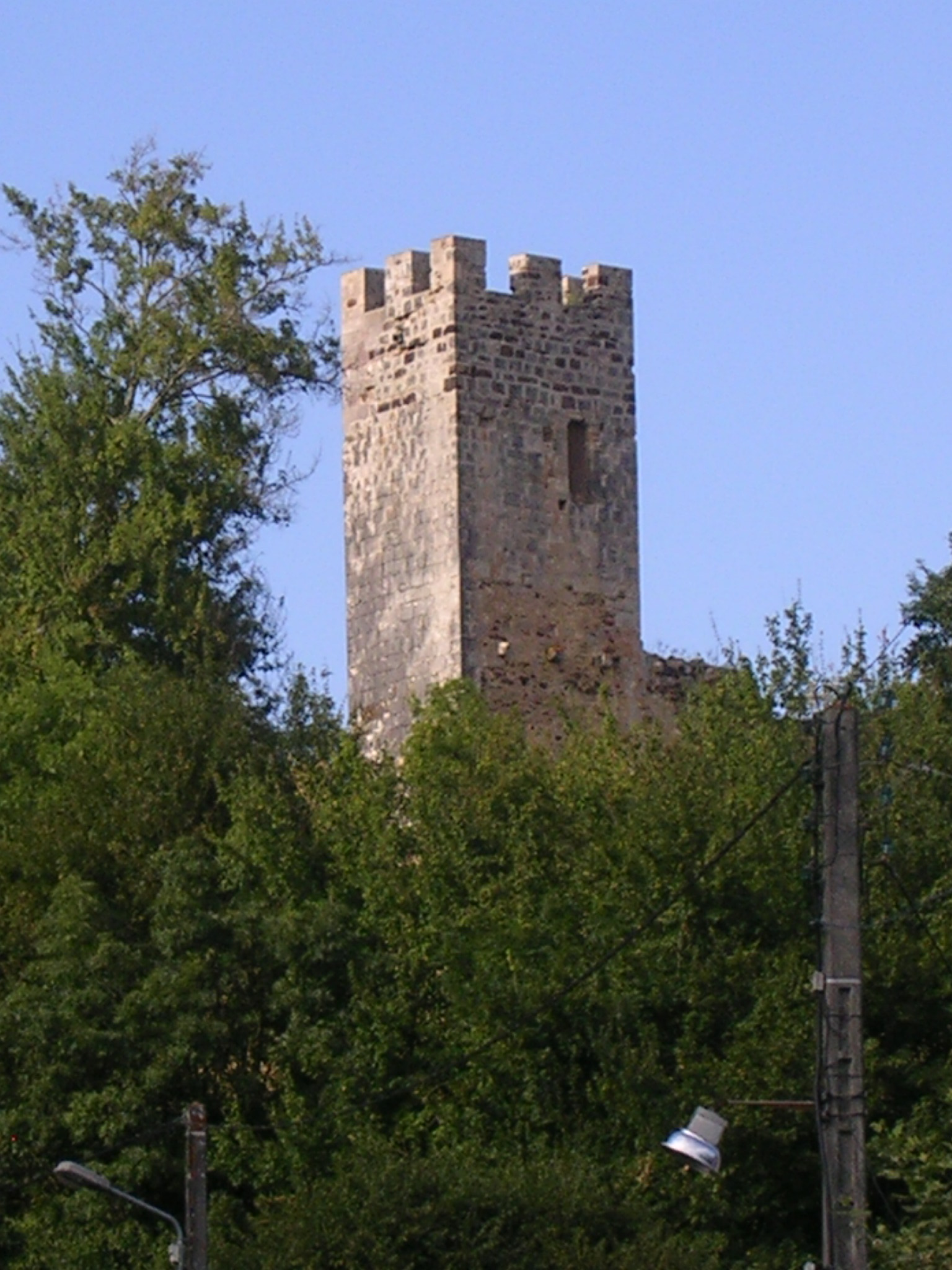
Замок Со
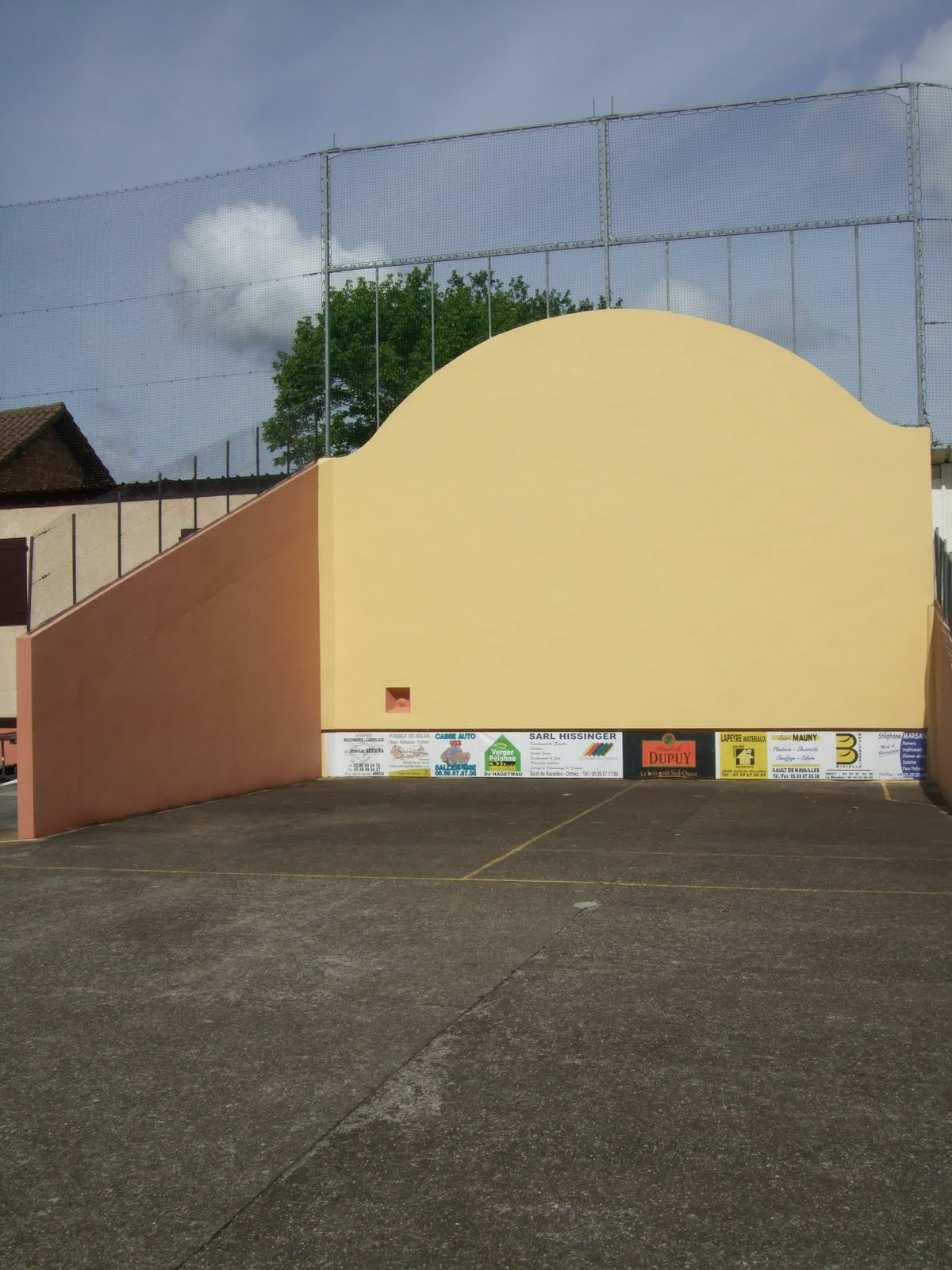
Фронтон (площадка для игры в пелоту)
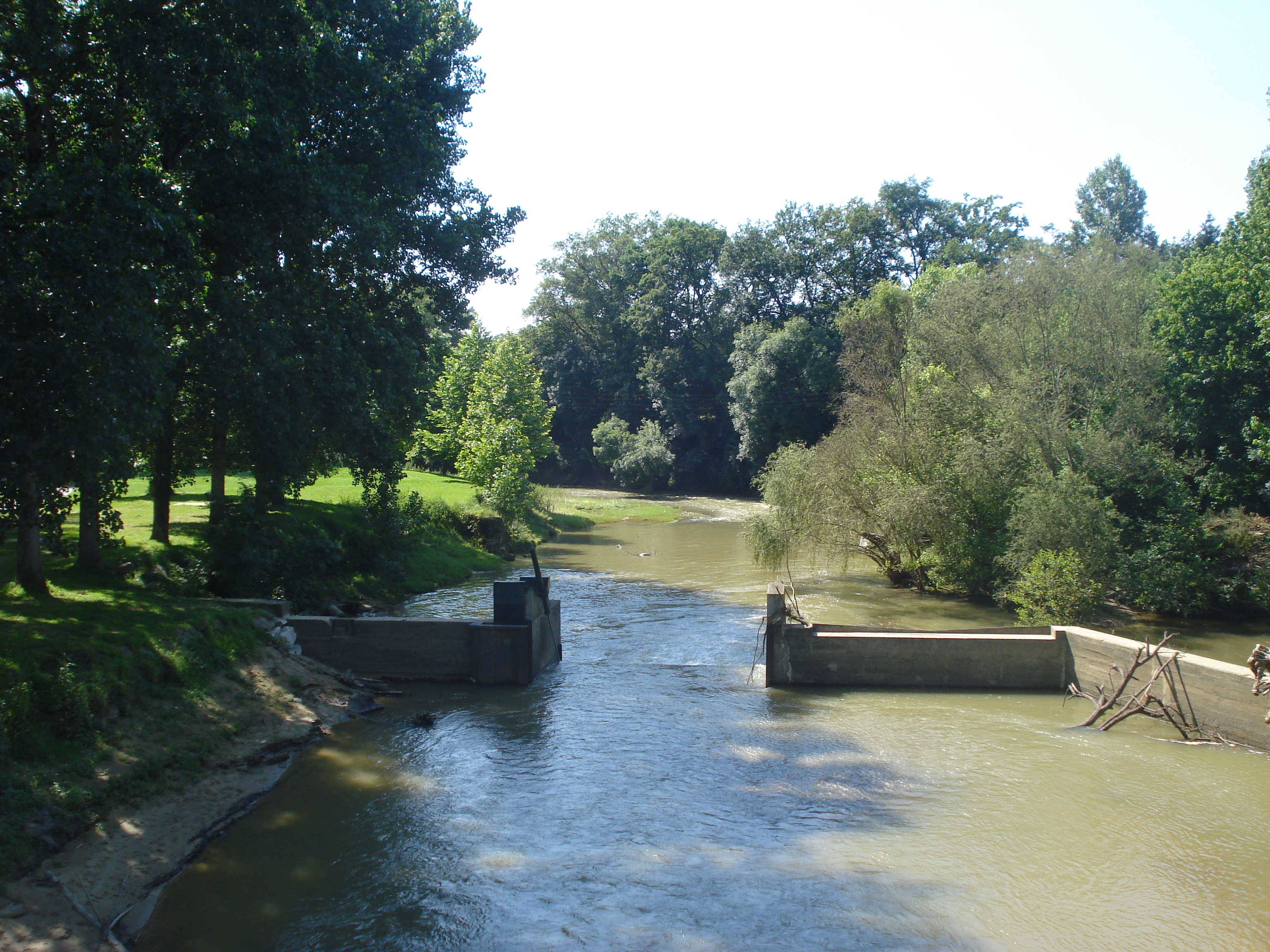
Река Люи-де-Беарн